# Russische und sowjetische Kriegsgräberstätten in der Stadt Lübeck
In der kreisfreien Stadt Lübeck gibt es vier Russische und Sowjetische Kriegsgräberstätten. Zwei davon befinden sich innerhalb des Vorwerker Friedhofs an der Friedhofsallee in Lübeck. Das Gräbergesetz in Deutschland garantiert die Unverletzlichkeit dieser Gräber Die Kosten für die Grabpflege übernimmt die Bundesrepublik.

## Liste
| Bild | Ort               | Lage   | Adresse                                                       | Weblink                                                           |
| ---- | ----------------- | ------ | ------------------------------------------------------------- | ----------------------------------------------------------------- |
|      | Lübeck            | (Lage) | Vorwerker Friedhof, Block 21: Kriegsgräberstätte 1. Weltkrieg | Grabstätte für 90 russische Kriegsgefangene des Ersten Weltkriegs |
|      | Lübeck            | (Lage) | Vorwerker Friedhof, Block 32: Kriegsgräberstätte 2. Weltkrieg | Grabstätte für etwa 300 sowjetische Zwangsarbeiter                |
|      | Lübeck            | (Lage) | Ehrenfriedhof Travemünder Allee/Sandberg                      | Grabstätte für vier sowjetische Opfer des Zweiten Weltkriegs      |
|      | Lübeck-Travemünde | (Lage) | St.-Lorenz-Friedhof, Mühlenberg 8                             | Grabstätte für drei sowjetische Opfer des Zweiten Weltkriegs      |

## Hintergrund

### Grabstätten russischer Soldaten des Ersten Weltkriegs
Die Kriegsintendantur des IX. Armee-Korps aus Altona errichtete zu Beginn des Ersten Weltkriegs ein als Barackenlazarett bezeichnetes Militärkrankenhaus, das das deutschlandweit größte Krankenhaus in diesem Krieg wurde, auf dem Burgfelde. Für die dort Verstorbenen hatte die Friedhofsbehörde den schönsten Platz hinter der Hauptkapelle des Vorwerker Friedhofs, für den Friedhofsinspektor August Langenbuch als Direktor der Friedhofsverwaltung verantwortlich war, provisorisch, da die Errichtung eines Hains geplant war, zur Verfügung gestellt. Am 23. November 1914 befanden sich dort bereits acht deutsche Tote in den Gräben auf der einen Seite und je drei russische und französische Tote auf der anderen.
Heute befinden sich die Grabstätten russischer Soldaten aus dem Ersten Weltkrieg in Block 21. (Lage)
Langenbuch legte auf dem Vorwerker Friedhof ein Gräberfeld für verstorbene deutsche Soldaten und ein von Tannen umrahmtes Gräberfeld für über 80 in Gefangenschaft Verstorbene Russen an.

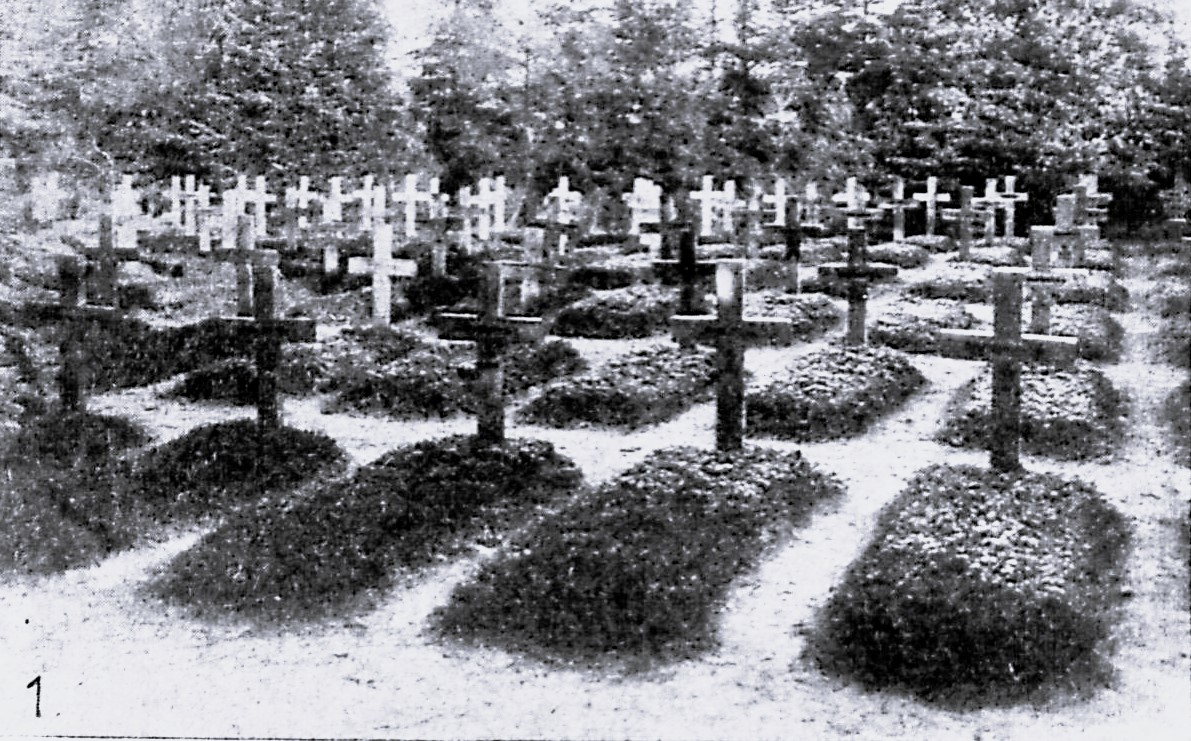
Gräberfeld russischer Soldaten (1931)

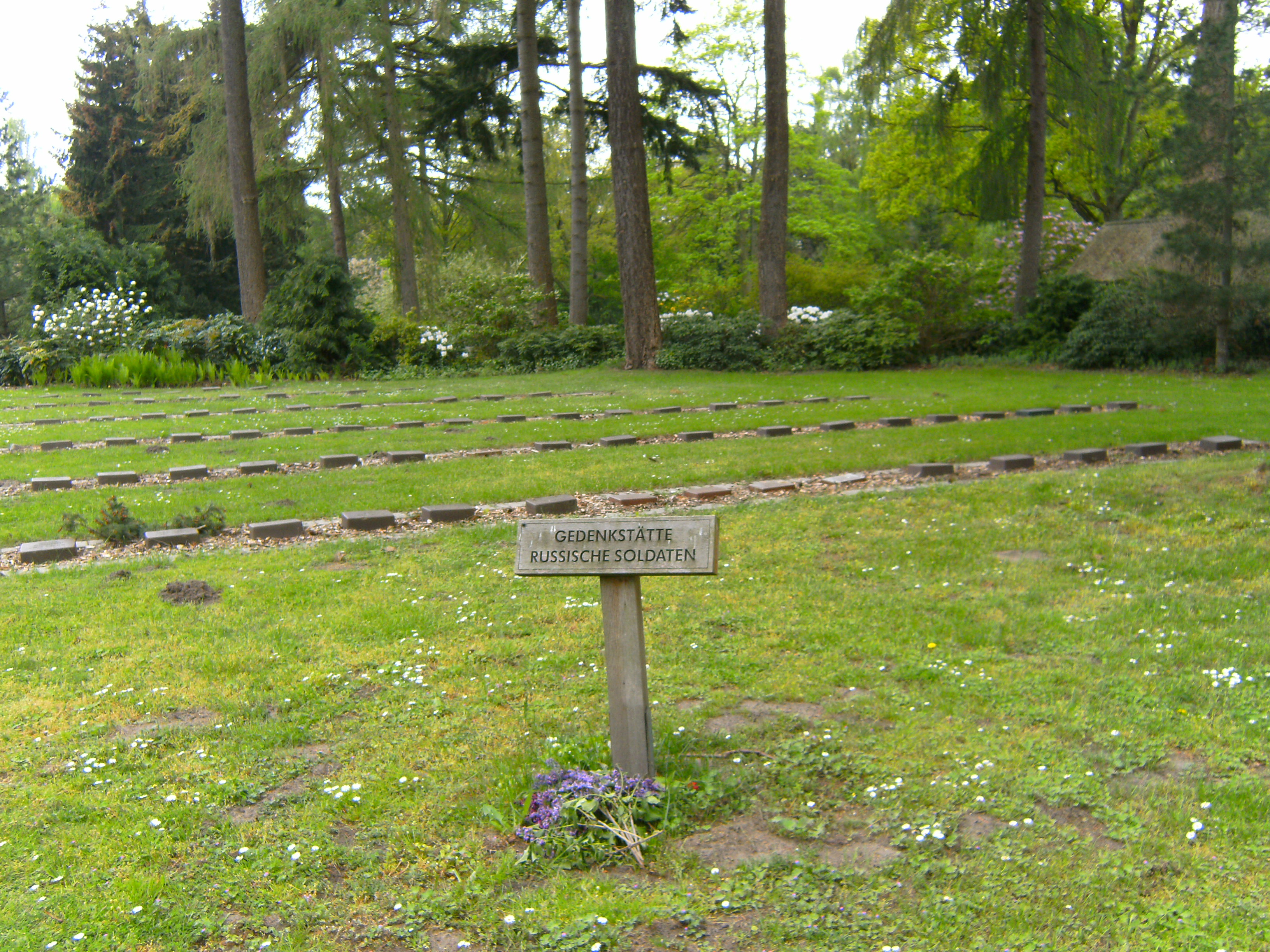
Obiges Gräberfeld russischer Soldaten (2015)

Im Senat wurde 1920 über die Herrichtung von Gräbern „feindlicher Krieger“ diskutiert. Hierbei ging es um die Bewilligung von Geldern für neue Kreuze und Inschriften. Es wurden einzelne Grabhügel mit Holzkreuzen angelegt. Die meisten waren in Gefangenschaft verstorbene Russen. Die beschlossenen gereihten Holzkreuze in gleicher Größe bezeichneten die Soldatengräber – typisierte Gräber – und beeindruckten den Betrachter. Langenbuch legte auf dem Vorwerker Friedhof ein Gräberfeld für verstorbene deutsche Soldaten und ein von Tannen umrahmtes Gräberfeld für über 80 in Gefangenschaft Verstorbene Russen an. Auf dem Grab eines russischen Asiaten muslimischen Glaubens stand unter dem Kreuz, dem Symbol des christlichen Glaubens, eine schlichte Holztafel mit der asiatischen Inschrift. Die Verwendung liegender Grabplatten war, obwohl sie einen sehr ruhigen Gesamteindruck vermitteln, zu jener Zeit nicht sehr beliebt.
Nach dem Zweiten Weltkrieg wurde das Feld mit 15 vermeintlichen Polen erweitert. Einer von ihnen erwies sich als ein am 9. Mai 1945 erschossener Russe, der am 29. September 1952 umgebettet wurde.
Heute ist das Feld eben mit Terrakottaplatten. Liegende Grabplatten waren damals, obwohl sie einen sehr ruhigen Gesamteindruck vermitteln, nicht sehr beliebt. Im Winter verschwanden sie unter dem Schnee und setzten schnell Moos an.

### Sowjetische Kriegstote des Zweiten Weltkriegs

#### Schlechte Behandlung der Zwangsarbeiter und Kriegsgefangenen
Zwangsarbeiter wurden in Lübeck überwiegend in der Rüstungsindustrie eingesetzt. Die Menschen aus der Sowjetunion wurden schlecht behandelt und unzureichend ernährt. Die Bekleidung im Winter war ungenügend. Die Menschen starben durch Misshandlung, Unterernährung, Krankheiten, unhygienische Verhältnisse, Arbeit bis zur Erschöpfung, Unfälle, Bombenangriffe und Hinrichtungen. Ab 1943 wurden verstorbene Zwangsarbeiter auf dem Vorwerker Friedhof beigesetzt. Verstorbene sowjetische Kriegsgefangene wurden in das anatomische Institut in Kiel gebracht. Opfer von Gestapo und Sondergerichten wurden in großer Zahl nicht in Lübeck beerdigt.

#### Sowjetischer Ehrenhain
Bereits 1946 hatte die Sowjetische Militär-Mission im Block 32 den Platz ausgesucht, den sie für ihren Ehrenhain in Lübeck nutzen wollte. Sie forderte die Friedhofsverwaltung dazu auf, die 482 Leichen der sowjetischen Staatsangehörigen hierhin umzubetten.
Da man dies aus Kostengründen für undurchführbar hielt, wandte man sich hilfesuchend an die britische Besatzungsmacht, auf deren Gebiet Lübeck lag. So konnte der Bürgermeister Otto Passarge dem Senat am 7. Juli 1946 mitteilen: „Das Ersuchen der sowjetischen Militär-Mission an die Stadtverwaltung … hat die Militärregierung einstweilen abgelehnt, mit dem Hinweis, dass die Sowjetische Militär-Mission nicht befugt ist, derartige Forderungen an die städtischen Behörden innerhalb der Besatzungszone zu richten…“
Schließlich wurde vereinbart, dass lediglich die am Ende 101 verstorbenen Soldaten, überwiegend Kriegsgefangene, hier neu zu bestatten wären.
Der Hain ist ein Rechteck, in dem sich ab dessen zweitem Viertel ein Quadrat befindet, dessen Ecken durch je einen Baum gebildet werden. Links und rechts der den Eingang in das Rechteck bildenden Öffnung steht im Inneren je eine Bank. Die Gräber sind chronologisch im Uhrzeigersinn angeordnet. In der oberen Hälfte des Quadrates verbinden innerhalb des Quadrats zwei Gräberreihen zeitlich und räumlich die Seitenreihen. In deren Mitte sind sie unterbrochen und ermöglichen so den Durchgang zu dem Monument.
Das Monument steht in Form eines Obelisken außerhalb des Quadrates, prägt die Anlage und ist bei seiner Gestaltung auf die Zahl Fünf ausgerichtet. Sein Sockel hat die Form eines auf der Erde liegenden Drudenfußes. Auf der zum Eingang gewandten Seite befindet sich eine Gedenktafel mit einer Inschrift in kyrillischen Buchstaben. Wie auf allen in Deutschland befindlichen sowjetischen Denkmälern des Zweiten Weltkrieges lautet sie:

„Hier sind 380 sowjetische Bürger beerdigt, die im faschistischen Deutschland 1941–1945 umgekommen sind. Das Heimatland wird sie nicht vergessen.“

Von einem kleineren Fünfeck auf dem Sockel erhebt eine Säule in Form eines Pentagramms. Ein fünfzackiger roter Stern, heute wird er oft als Symbol für die sozialistische bzw. kommunistische Weltanschauung wahrgenommen, steht auf den Obelisken.
Im August 1946 begannen die Bauarbeiten. Als die von der sowjetischen Militär-Mission mit dem Bau beauftragten lübeckischen Firmen und Steinmetze kein Geld erhalten hatten, wurden im Herbst 1947 die Bauarbeiten abgebrochen.
Vom 15. bis 18. Juni 1949 sind 63 sowjetische Staatsangehörige innerhalb des Friedhofs in den Ehrenhain umgebettet worden.
Am 12. Juli 1949 wandte sich der Lübecker Oberstadtdirektor Emil Helms an den Innenminister des Landes Schleswig-Holstein, Wilhelm Käber, … die Säule sollt bis auf den Sockel abgetragen werden. An ihrer Stelle soll eine Pyramide aus Beton … errichtet werden; das Ganze gekrönt von einem Sowjetstern. Die Kosten werden auf 300 Mark geschätzt. Der Stern wurde aus Kunst- und Muschelkalk zu 68,50 DM angefertigt. Daraufhin übernahm das Innenministerium Schleswig-Holstein die Kosten.
Am 11. August 1949 erfolgte die Abnahme durch die sowjetischen Behörden und Übergabe an die lübeckische Friedhofsverwaltung zur weiteren Pflege.
Am 29. September 1952 wurden nochmals drei Umbettungen in den Ehrenhain vorgenommen:
- Unbekannter Russe (nach mehreren Schlägereien unter Russen in Hubertus[13] umgekommen)
- Alexander Jakoslemi Bassen (wurde am 9. Mai 1945 von englischen Soldaten beim Plündern erschossen)
- Unbekannter Russe (der ehem. Kriegsgefangene in Hubertus verstarb am 7. Mai 1945 bei einem Unglücksfall)

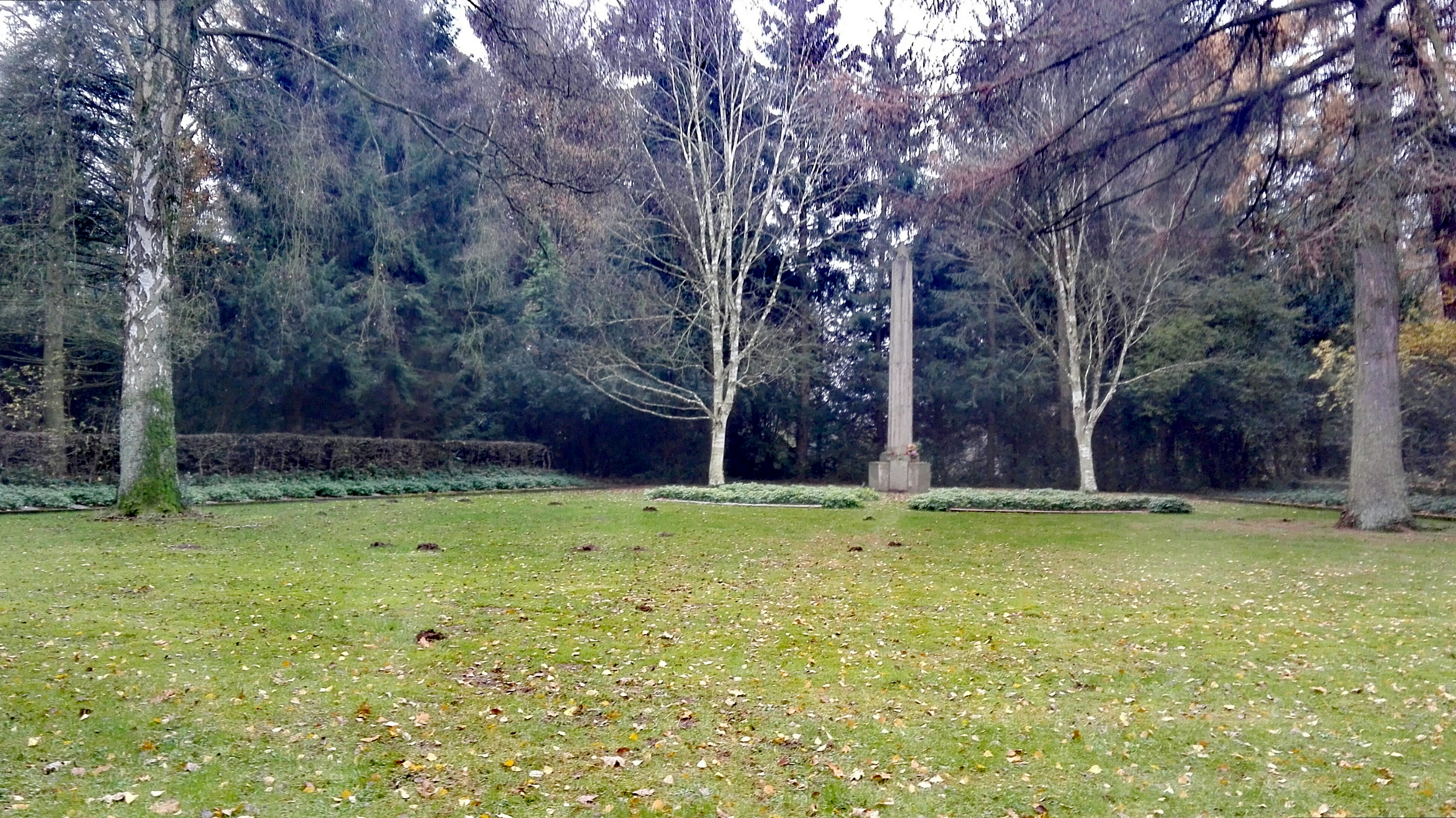
Ehrenhain
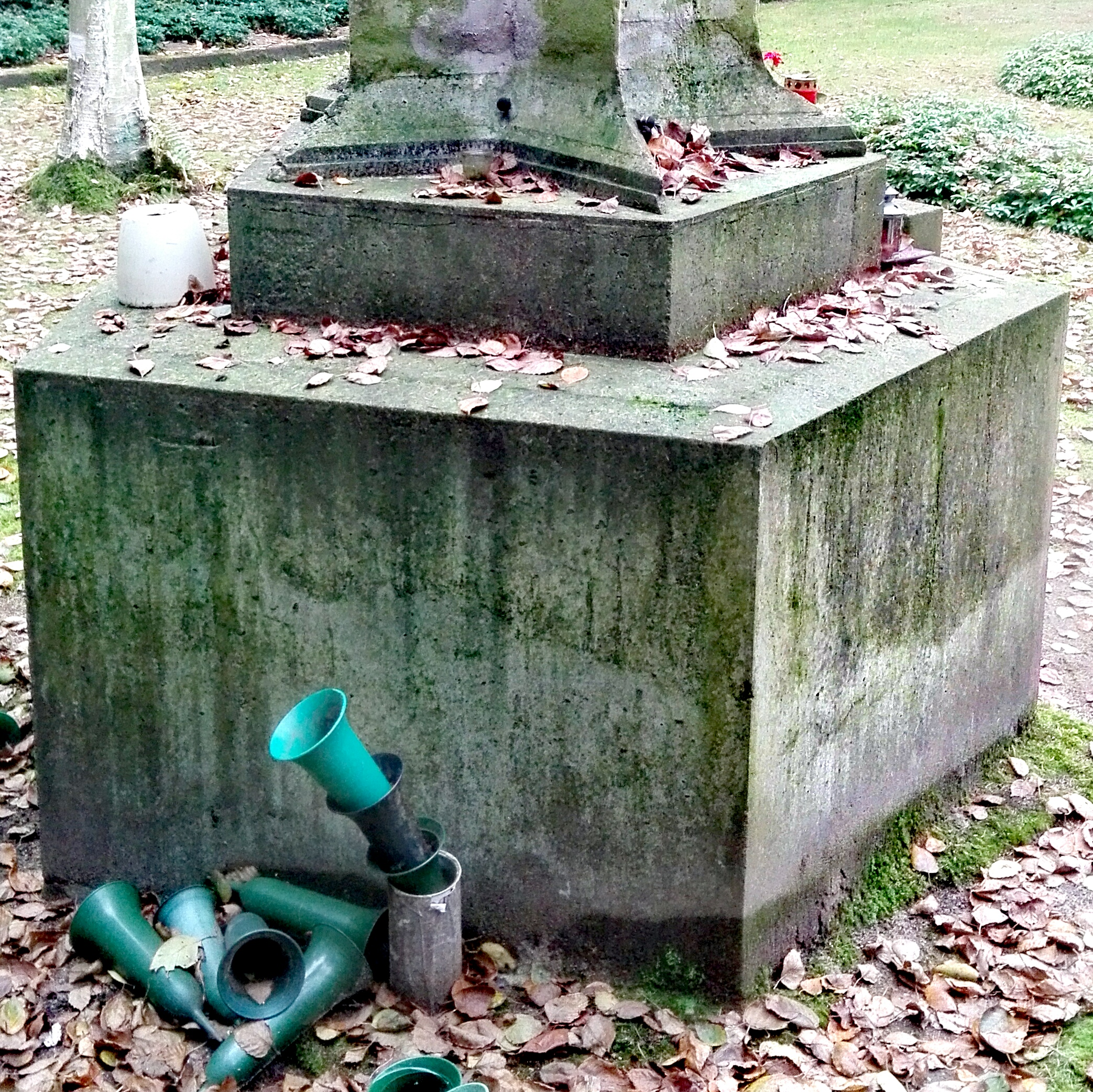
Obeliskenfuß
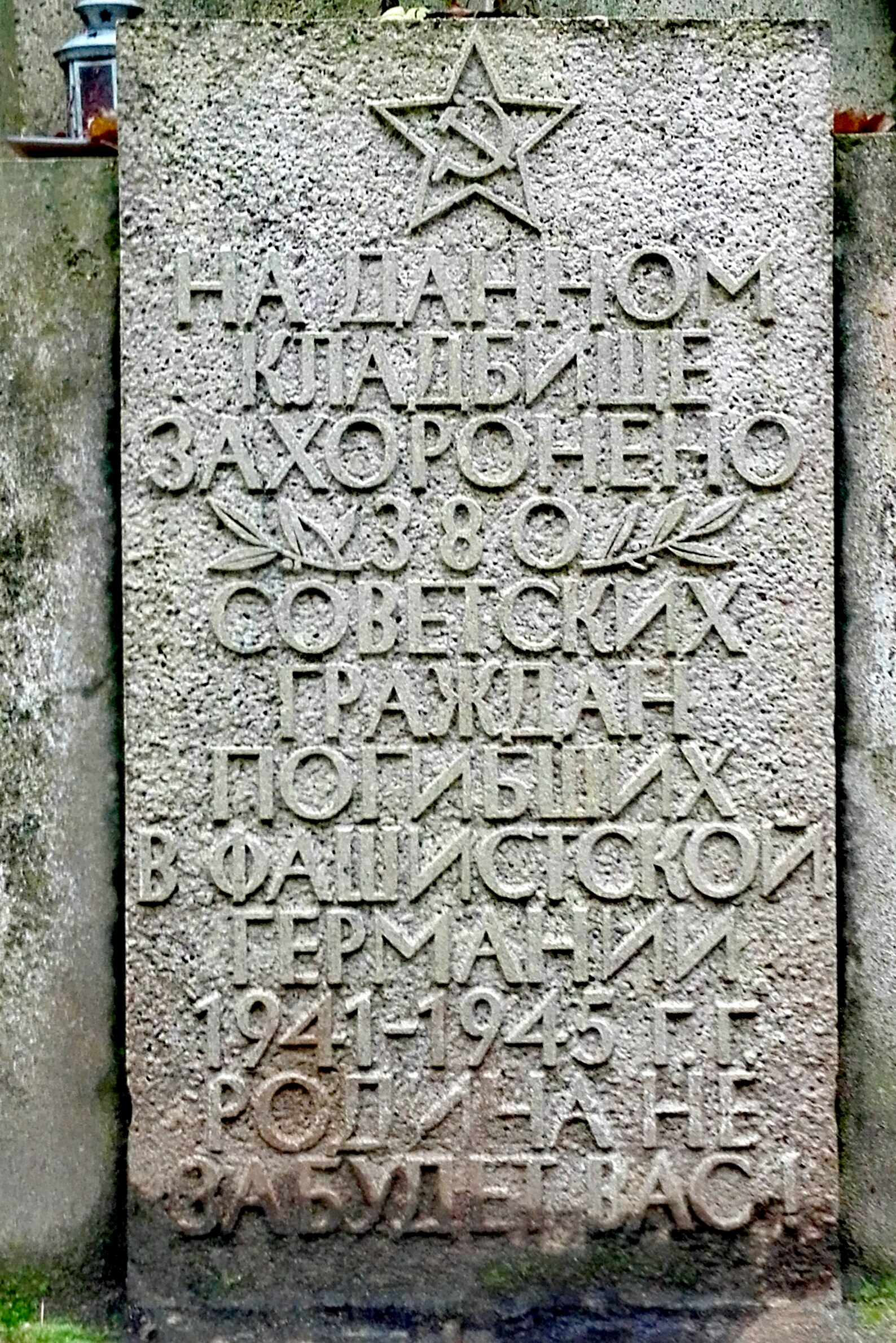
Tafel
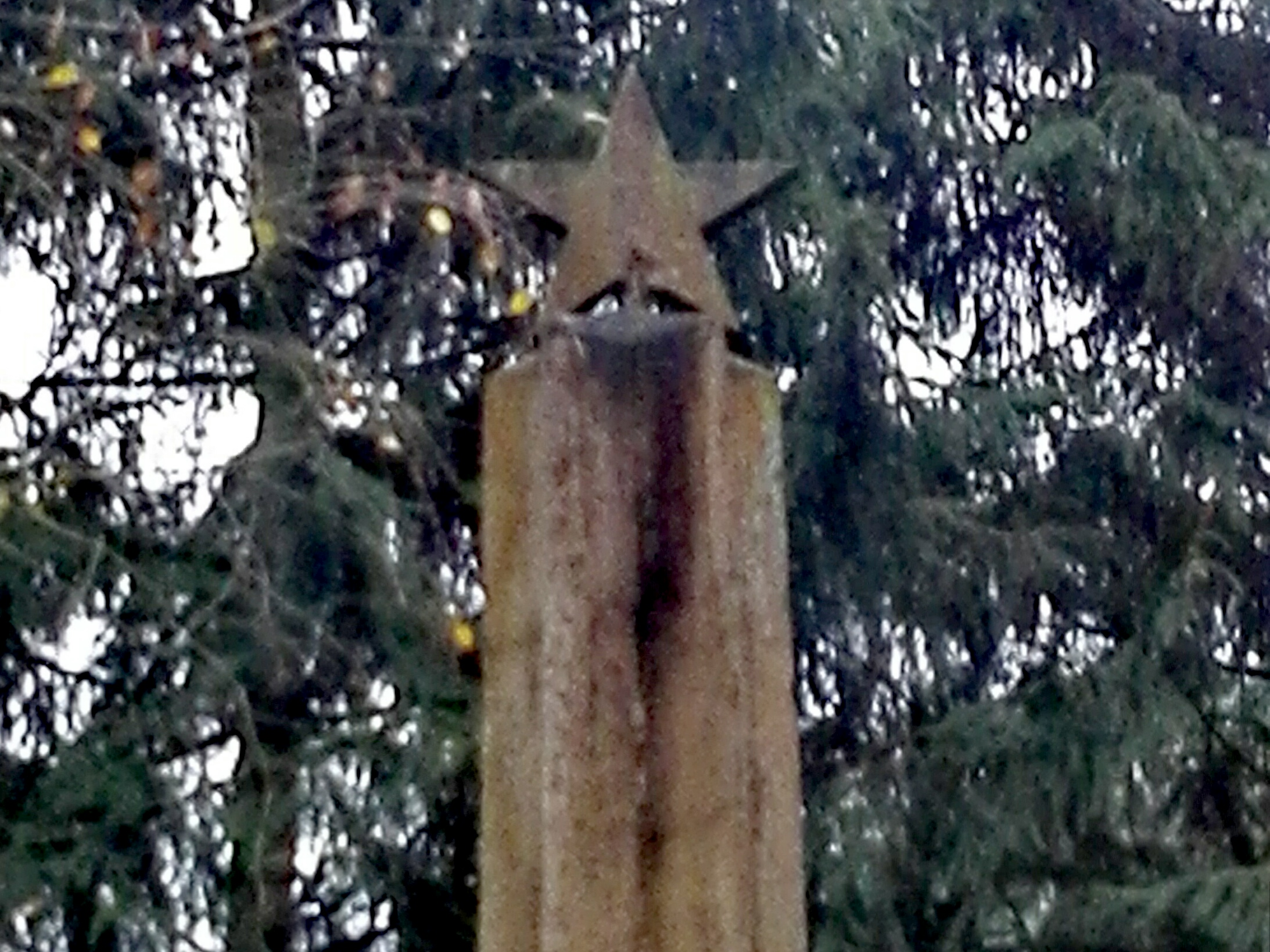
Krone
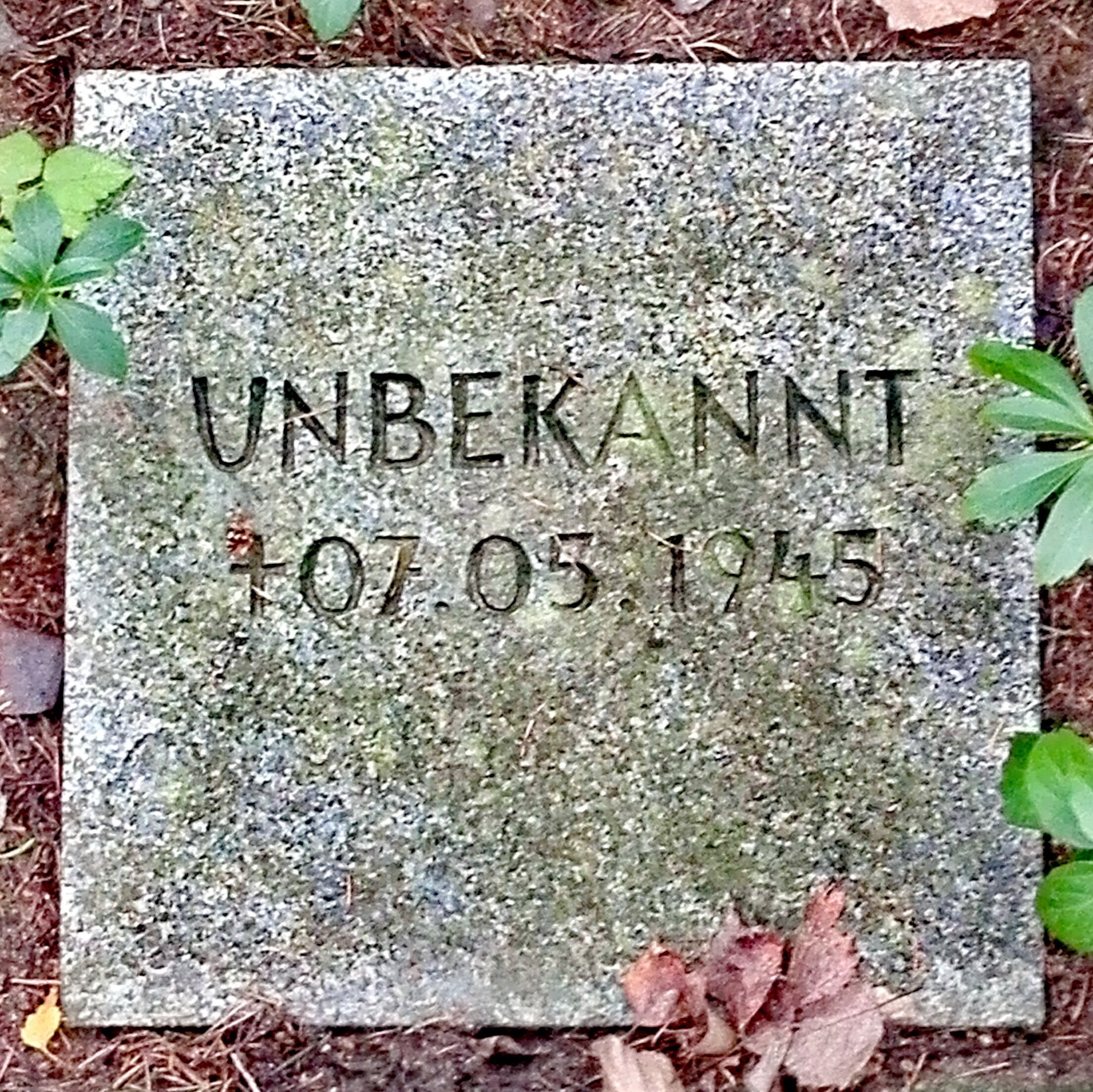
Umgebetteter vom 29. September 1952